# Procesy starzenia emulsji
Procesy starzenia emulsji to powolne, stopniowe przemiany jej struktury prowadzące do jej rozdziału, zżelowania, koagulacji lub tylko subtelnych zmian rozmiarów tworzących ją micel

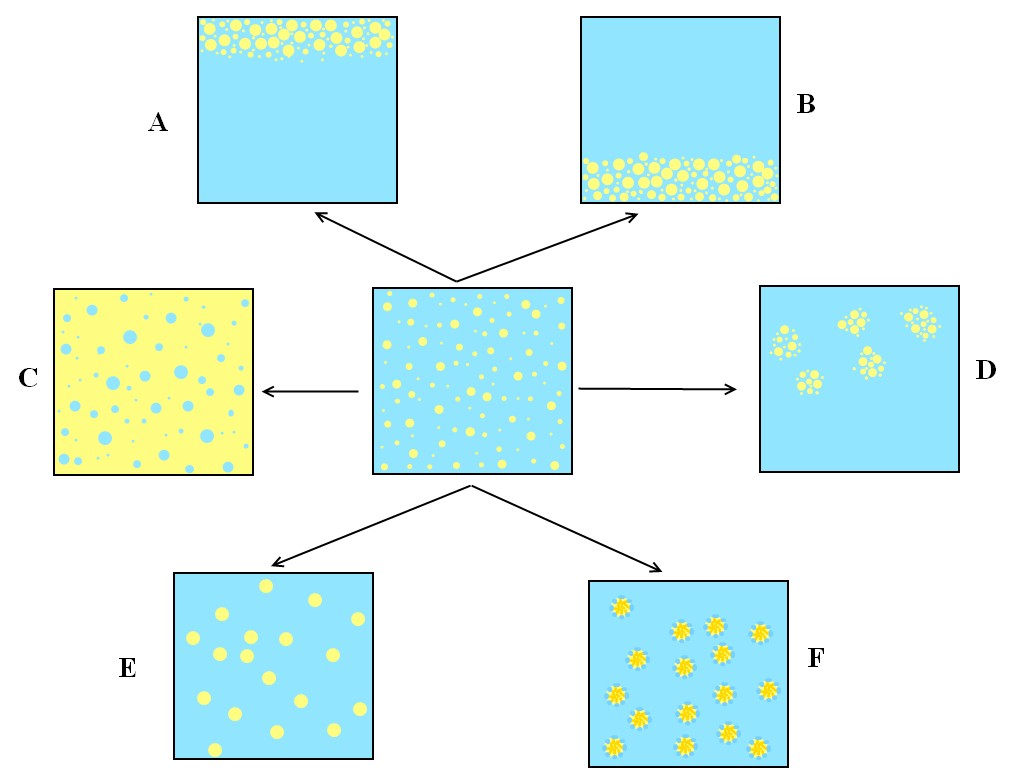
Procesy starzenia emulsji A-śmietankowanie, B-sedymentacja, C-inwersja faz, D-flokulacja, E-koalescencja, F-dojrzewanie ostwaldowskie

Procesy starzenia dzieli się na:
- śmietankowanie i sedymentację
- flokulację
- koalescencję
- inwersję faz
- dojrzewanie Ostwaldowskie

## Śmietankowanie i sedymentacja emulsji
Jeżeli dwie fazy tworzące emulsję różnią się znacznie ciężarem właściwym, to cięższa faza przemieszcza się pod wpływem grawitacji do dolnej części naczynia. Śmietankowanie emulsji można łatwo odwrócić przez zmieszanie warstwy górnej i dolnej. Śmietankowanie można rozpatrywać jako pewien rodzaj sedymentacji. 
Szybkość śmietankowania zwiększają elektrolity, których działanie zależy od ładunku kationu. Zapobieganie śmietankowaniu polega na rozdrobnieniu emulsji do rozmiaru 0,1 μm, zwiększeniu lepkości ośrodka dyspersyjnego i zwiększeniu gęstości fazy ciągłej. 
Sedymentacja przebiega we wszystkich emulsjach, a czynnikiem determinującym ten proces jest ziemskie pole grawitacyjne. Proces ten przebiega, gdy krople fazy rozproszonej zaczynają się zbierać na dole lub górze układu emulsyjnego. Sedymentację zmniejsza się poprzez zmiany niektórych parametrów emulsji, takich jak:
- gęstość jednej lub obu faz,
- rozmiar miceli,
- ładunek miceli,
- lepkość fazy zewnętrznej.

## Flokulacja emulsji
Koagulacja emulsji polega na łączeniu się cząstek fazy zdyspergowanej, co prowadzi do powstania dużych agregatów i przebiega ona w dwóch etapach. Pierwszym etapem jest flokulacja, w której micele łączą się ze sobą i tworzą zgęstniałe bryłki. Czasami flokulacja powoduje początkowe zwiększenie pozornej lepkości. Proces ten wpływa bardzo źle na strukturę, właściwości użytkowe i stabilność emulsji. Flokulację można łatwo odwrócić poprzez wstrząsanie całego układu, ale agregacja kropelek sprzyja sedymentacji. Dla uniknięcia tego zjawiska zwiększa się stężenie emulgatora lub dobiera taki, który tworzy pełniejszą otoczkę solwatacyjną

## Koalescencja emulsji
Koalescencja emulsji wiąże się z procesem flokulacji, ponieważ jest to drugi etap koagulacji emulsji. Jeżeli emulsja nie posiada wystarczającej ilości stabilizatora to występuje jego brak na powierzchni micel. Dzięki ruchom Browna micele zderzają się ze sobą, a brak emulgatora powoduje, że nie mają żadnych przeszkód w łączeniu się ze sobą. Jest to proces nieodwracalny, który zmniejsza liczbę micel i w konsekwencji prowadzi do rozbicia emulsji. Koalescencję można ograniczyć poprzez zmniejszenie sedymentacji, zwiększenie wzajemnego odpychania się micel czy wybór lepszego stabilizatora. Czasami na proces koalescencji dobrze wpływa zwiększenie lepkości fazy zewnętrznej.

## Inwersja faz emulsji
Inwersja faz emulsji polega na nagłej zmianie typu emulsji. Wcześniejsza faza rozproszona staje się rozpuszczalnikiem, a dawna faza ciągła grupuje się w micele. Inwersję wywołują takie czynniki, jak: zbyt mała ilość surfaktanta lub nieodpowiedni jego rodzaj, duże zmiany temperatury, za wysokie stężenie fazy wewnętrznej. Proces ten zachodzi ze wzrostem stężenia fazy rozproszonej, kiedy micele zaczynają zbliżać się do siebie. Cząsteczki z miceli przenikają przez powierzchnię międzyfazową i łączą się ze sobą tworząc fazę zewnętrzną. Po tym procesie typ emulsji zmienia się. Zjawisko obserwuje się dzięki pomiarowi lepkości zmieniając jednocześnie objętość jednej z faz. Podczas inwersji można wyróżnić trzy etapy:
- zniszczenie filmu powierzchniowego na granicy dwóch faz,
- rozwarstwienie się emulsji,
- ponowne zemulgowanie faz.

## Ostwaldowskie dojrzewanie emulsji
Ostwaldowskie dojrzewanie emulsji ma związek z ciśnieniem wewnątrz miceli, które jest wyższe niż w fazie zewnętrznej. W związku z tym rozpuszczalność fazy wewnętrznej jest wyższa w mniejszych micelach niż w większych. Podczas długiego przechowywania emulsji różnica ciśnień prowadzi do dyfuzji składników emulsji fazy wewnętrznej z mniejszych miceli do większych. Podczas tego procesu następuje wyrównanie ciśnień wewnątrz niejednorodnych miceli. Proces ten prowadzi do zaniku małych miceli na rzecz dużych. Prowadzi to do sedymentacji lub tzw. odstawania się emulsji. Zapobieganie temu zjawisku polega na wprowadzeniu wielocząsteczkowego surfaktanta lub zamrażaniu emulsji.